# آسيا الداخلية
تشير آسيا الداخلية إلى مناطق داخل شرق آسيا وشمال آسيا والتي هي اليوم جزء من غرب الصين ومنغوليا وشرق روسيا. يتداخل مع بعض تعريفات آسيا الوسطى، ومعظمها تاريخي، ولكن بعض المناطق في آسيا الداخلية (مثل شمال شرق الصين) لا تعتبر جزءًا من آسيا الوسطى بأي من تعريفاتها. يمكن اعتبار آسيا الداخلية «الحدود» للصين، كما تحدها شرق آسيا، التي تتكون من الصين واليابان وكوريا.
كان ينظر إلى مدى آسيا الداخلية بشكل مختلف في فترات مختلفة. في بعض الأحيان، تتناقض "آسيا الداخلية" مع "الصين الأصلية، أي المقاطعات الأصلية، تلك التي لديها أغلبية من الهان الصينية. في 1800 تألفت من أربعة مجالات رئيسية، وهي منشوريا (شمال شرق الصين الحديثة والمنشورات الخارجية)، ومنغوليا (الداخلية والخارجية)، وشينجيانغ والتبت. وقد تم غزو هذه المناطق في الآونة الأخيرة من قبل أسرة تشينغ ولكن حكمها من خلال هيكل إداري مختلف  ليس كمقاطعات عادية خلال معظم فترة تشينغ. تأسست وكالة الحكومة تشينغ المعروفة باسم ليفان يوان للإشراف على المناطق الآسيوية الداخلية في الإمبراطورية.

## التعريف والاستخدام
لدى آسيا الداخلية مجموعة من التعاريف والاستخدامات. أحد هذه الطرق هو كيف استخدم دينيس سينور «آسيا الداخلية» على النقيض من الحضارات الزراعية، مشيرًا إلى حدودها المتغيرة، مثلما حدث عندما استولى الهون على مقاطعة رومانية، حيث احتل المغول مناطق شمال الصين، أو عندما أصبحت الأناضول تحت النفوذ التركي، القضاء على الثقافة الهلنستية.
آخر هو كيف يستخدم علماء أو مؤرخين من سلالة تشينغ مثل المؤرخين من تاريخ تشينغ الجديد مصطلح «آسيا الداخلية» عند دراسة مصالح كينغ أو يسود خارج الصين.

## اللغات مختلفة
في اللغة الفرنسية، يمكن أن تعني "Asie centrale" كلاً من «آسيا الوسطى» و «آسيا الداخلية»؛ تسمى منغوليا والتبت في حد ذاتها «آسيان-آسي» (آسيا العليا، أو آسيا العليا).
إن المصطلح المعنى «آسيا الداخلية» بلغات الشعوب الآسيوية الداخلية كلها ترجمات قروض حديثة لشروط أوروبية، معظمها روسية.

## المصطلحات ذات الصلة

### آسيا الوسطى
تشير «آسيا الوسطى» عادة إلى الجزء الغربي والإسلامي من آسيا الداخلية؛ أي كازاخستان وأوزبكستان وقيرغيزستان وتركمانستان وطاجيكستان، مع أفغانستان في بعض الأحيان يتم تضمينها أيضًا كجزء من آسيا الوسطى. ومع ذلك، فإن نظام تصنيف موضوع مكتبة الكونغرس يعامل «آسيا الوسطى» و «آسيا الداخلية» كمرادف. 